# René Boomkens
René Boomkens (Bussum, 18 september 1954) is een Nederlands cultuurfilosoof.
Boomkens studeerde filosofie aan de Universiteit van Amsterdam en promoveerde in 1998 te Groningen op Een drempelwereld. Moderne ervaring en stedelijke openbaarheid. Vervolgens was hij tot 2002 bijzonder hoogleraar popmuziek aan de UvA. Sinds 1999 was hij tevens voltijds hoogleraar sociale en cultuurfilosofie aan de RuG. Per december 2013 is hij hoogleraar Cultuurbeschouwing aan de Universiteit van Amsterdam. Hij ging in 2022 met emeritaat aan de UvA. In 2006 nam hij zitting in de Raad voor Cultuur. Daarnaast werkte hij als redacteur voor uitgeverij Van Gennep. Boomkens schrijft onder andere over globalisering. Het belangrijkste thema in al zijn boeken is de alledaagse ervaring. Hiervoor maakt hij veelvuldig gebruik van het werk van Walter Benjamin. In zijn laatste boek Topkitsch en Slow Science ontwikkelt hij een kritische kijk op ontwikkelingen in de Nederlandse universitaire wereld. Hij merkt een toenemende disciplinering op die het werk van wetenschappers in de weg staat. Hiervoor gebruikt hij inzichten van de Franse filosoof Michel Foucault. Boomkens bekritiseert een overdreven bedrijfsmatige benadering van universiteiten door bestuurders en de overheid.